# Canton, Texas
Canton este un oraș și sediul comitatului Van Zandt din statul  Texas,  Statele Unite ale Americii. Conform Census 2000, Canton avea o populație de 3.292 de locuitori.